# Altofonte
Altofonte est une commune italienne de la province de Palerme, dans la région Sicile.

## Administration
| Période                                  | Période | Identité | Étiquette | Qualité |
| ---------------------------------------- | ------- | -------- | --------- | ------- |
|                                          |         |          |           |         |
| Les données manquantes sont à compléter. |         |          |           |         |

### Hameaux
Piano Maglio, Blandino.

### Communes limitrophes
Belmonte Mezzagno, Monreale, Palerme, Piana degli Albanesi, Santa Cristina Gela.